# Castillo de Taibilla
El castillo de Taibilla es una fortificación del  municipio español de Nerpio, en la provincia de Albacete.

## Descripción
Ubicado a una altitud de unos 1200 m sobre el nivel del mar, en un cortado por encima del río homónimo, el castillo se encuentra dentro del término municipal albaceteño de Nerpio. Se hace ya referencia a él en textos del siglo XII, como fortaleza de Tayviella.
Las ruinas habrían quedado protegidas de forma genérica el 22 de abril de 1949, mediante un decreto publicado el 5 de mayo de ese mismo año en el Boletín Oficial del Estado con la rúbrica del dictador Francisco Franco y del ministro de Educación Nacional José Ibáñez Martín, que sostenía que «Todos los castillos de España, cualquiera que sea su estado de ruina, quedan bajo la protección del Estado».
(I) En dos "fuentes" imprescindibles para conocer la historia antigua de la península ibérica, se recogen fragmentos muy interesantes por la relevancia legada en sus mensajes. Inicia Estrabón:
"... Nam de priscorum Graecorum sententia hoc dico, quod, sicut notae versus septentrionem gentes uno prius nomine omnes vel Scythae vel Nomades, utab Homero, appellabatur, ac postea temporis cognitis regionibus occidius Celtae, Iberi aux mixto nomine Celtiberi ac Celtoscythae dici coeperunt, cuum prius ob ignorationem singulae gentes uno omnes nomine...
...Porque digo esto desde la opinión de los antiguos griegos, que así como las naciones conocidas hacia el norte eran llamadas todas con un solo nombre, o escitas o nómadas, como dice Homero, y más tarde, cuando se conocieron las regiones hacia el oeste, los celtas, los íberos comenzaron a ser llamados, o con el nombre mixto de celtíberos y celtoescitas, mientras que antes, debido a la ignorancia, cada nación era llamada con un solo nombre. (Estrabón, Geografía, libro I, cap. II, p. 33).
Sigue Plinio el Viejo según textos de M. T. Varro, legado de Pompeyo Magno en Hispania:
"... In vniuersam Hispaniã M. Varro peruenisse Iberos & Persas,& Phoenicas, Celtasque, Poenos tradit...
... M. Varro refiere que a toda Hispania llegaron iberos, persas, fenicios, celtas y púnicos..."
Refuerzan investigadores galos: 
"... Gor en eslavo o celto-escyta moderno significa montaña..."
En lenguaje túrcico  el sustantivo «natural» prácticamente se repite con casi idéntica grafía y fonología en todos los idiomas consultados. Según el traductor en línea Google, tales serían: azerbaiyano (tabii); kazajo (tabigyi, табиғи); kirguís (tabigıy, табигый); tártaro y tártaro de Crimea (tabigyj, табигый) y  (tabiiy, табиий); turkmeno (tebigy); uzbeko (tabiiy)... También se recoge en el lenguaje de las ramas iranias, que serían: pastún (tabiye,  طبیعي); persa (tabiei, طبیعی); tayiko (taʙij, табий)...  En la consulta hecha a un diccionario del inglés al persa de finales del s. XIX se referencia (ingl.) «Natural», ... (caracteres árabes) tab ˁ íy. En árabe viene descrito (trad. Google) como tabieiun,  طبيعي; y para no alargar más ejemplos, en un diccionario del inglés al árabe (también de finales del XIX) se da tabī ˁ ī 
Es decir Taibilla, tenga la procedencia que tenga, tiene suficiente naturaleza en estos parajes profundos como para dedicarle una bellísima etimología (II)